# Popular Mechanics

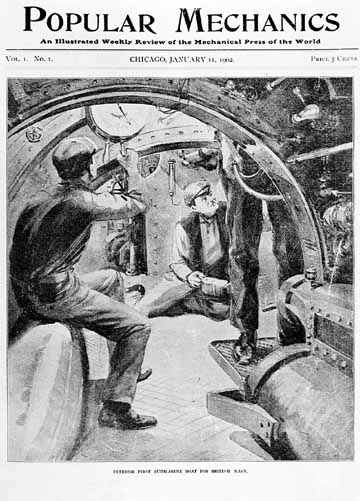
La prima copertina di Popular Mechanics

Popular Mechanics è una rivista mensile statunitense dedicata alla tecnologia pubblicata dal 1902.

## Storia editoriale
La prima pubblicazione risale all'11 gennaio 1902 e dal 1958 è posseduta dalla Hearst Corporation.
Esistono nove edizioni internazionali.
Dedica regolarmente alcune sezioni ad argomenti quali l'automobilismo, la casa, le scienze e alla tecnologia. Ricorrente è la rubrica Jay Leno Garage con i commenti e le osservazioni del conduttore statunitense